# Bojanów (województwo łódzkie)
Bojanów – wieś w Polsce, położona w województwie łódzkim, w powiecie wieluńskim, w gminie Skomlin.
| SIMC    | Nazwa | Rodzaj    |
| ------- | ----- | --------- |
| 0714047 | Ług   | część wsi |

W latach 1975–1998 miejscowość administracyjnie należała do województwa sieradzkiego.

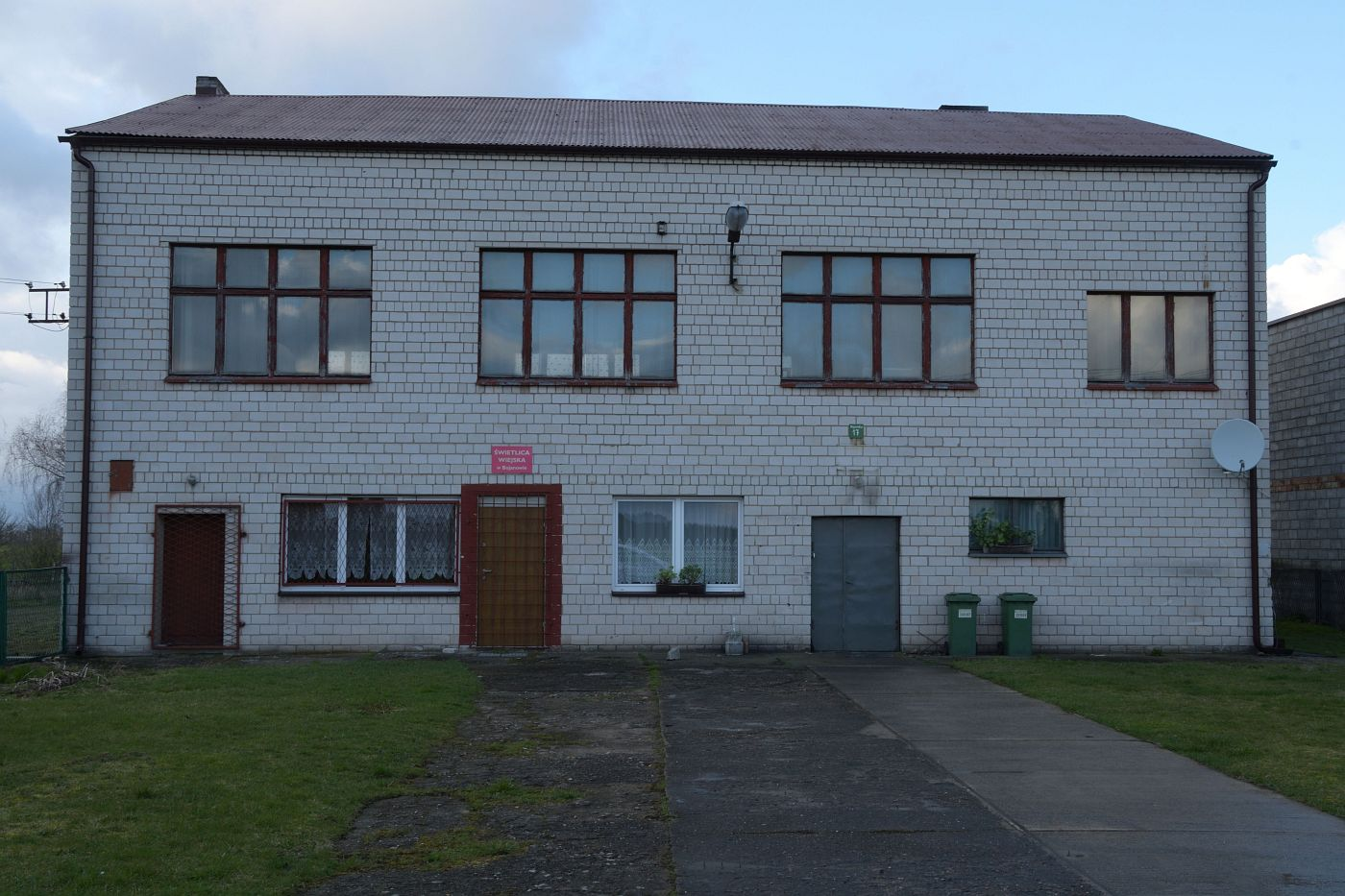
Świetlica, Bojanów, 03.2024